# 青海右翼盟
青海右翼盟是外札薩克蒙古青海蒙古部落，原置青海辦事大臣管轄青海地方，並主持蒙古各部會盟，不設盟長。道光三年（1823年）分青海黃河以北之蒙古二十四旗為左、右翼二盟。其中青海右翼盟轄十二旗。

## 綽羅斯部（二旗）
- 綽羅斯南右翼頭旗札薩克多羅貝勒
- 綽羅斯北中旗札薩克固山貝子

## 和碩特部（七旗）
- 和碩特前左翼頭旗札薩克多羅郡王
- 和碩特西右翼前旗札薩克一等台吉
- 和碩特東上旗札薩克一等台吉
- 和碩特南左翼末旗札薩克一等台吉
- 和碩特西左翼後旗札薩克一等台吉
- 和碩特西右翼後旗札薩克一等台吉
- 和碩特北右翼旗札薩克固山貝子

## 輝特部（一旗）
輝特南旗札薩克貝子品級輔國公

## 土爾扈特部（一旗）
土爾扈特南中旗札薩克一等台吉

## 喀爾喀部（一旗）
喀爾喀南右翼旗公中札薩克一等台吉